# Liste des titres musicaux numéro un en Allemagne en 2006
Cette page liste les titres numéro un dans les meilleures ventes de disques en Allemagne pour l'année 2006 selon Media Control Charts.
Les classements sont issus des 100 meilleures ventes de singles et des 100 meilleures ventes d'albums. Ils se déroulent du vendredi au jeudi, et sont publiés le mardi par l'industrie musicale allemande.

## Classement des singles
| №  | Date          | Artiste                                         | Titre                                     |
| -- | ------------- | ----------------------------------------------- | ----------------------------------------- |
| 1  | 6 janvier     | Madonna                                         | Hung Up                                   |
| 2  | 13 janvier    | Madonna                                         | Hung Up                                   |
| 3  | 20 janvier    | Mattafix                                        | Big City Life                             |
| 4  | 27 janvier    | Mattafix                                        | Big City Life                             |
| 5  | 3 février     | Mattafix                                        | Big City Life                             |
| 6  | 10 février    | Eros Ramazzotti & Anastacia                     | I Belong to You (Il ritmo della passione) |
| 7  | 17 février    | Bob Sinclar pres. Goleo VI feat. Gary Pine (en) | Love Generation                           |
| 8  | 24 février    | Eros Ramazzotti & Anastacia                     | I Belong to You (Il ritmo della passione) |
| 9  | 3 mars        | Bob Sinclar pres. Goleo VI feat. Gary Pine      | Love Generation                           |
| 10 | 10 mars       | Bob Sinclar pres. Goleo VI feat. Gary Pine      | Love Generation                           |
| 11 | 17 mars       | Bob Sinclar pres. Goleo VI feat. Gary Pine      | Love Generation                           |
| 12 | 24 mars       | Tokio Hotel                                     | Rette mich                                |
| 13 | 31 mars       | Bob Sinclar pres. Goleo VI feat. Gary Pine      | Love Generation                           |
| 14 | 7 avril       | Tobias Regner                                   | I Still Burn                              |
| 15 | 14 avril      | Tobias Regner                                   | I Still Burn                              |
| 16 | 21 avril      | Tobias Regner                                   | I Still Burn                              |
| 17 | 28 avril      | Tobias Regner                                   | I Still Burn                              |
| 18 | 5 mai         | Mike Leon Grosch (de)                           | Don’t Let It Get You Down                 |
| 19 | 12 mai        | Texas Lightning                                 | No No Never                               |
| 20 | 19 mai        | Shakira feat. Wyclef Jean                       | Hips Don't Lie                            |
| 21 | 26 mai        | Texas Lightning                                 | No No Never                               |
| 22 | 2 juin        | Texas Lightning                                 | No No Never                               |
| 23 | 9 juin        | Shakira feat. Wyclef Jean                       | Hips Don't Lie                            |
| 24 | 16 juin       | Shakira feat. Wyclef Jean                       | Hips Don't Lie                            |
| 25 | 23 juin       | Herbert Grönemeyer feat. Amadou & Mariam        | Zeit, dass sich was dreht                 |
| 26 | 30 juin       | Herbert Grönemeyer feat. Amadou & Mariam        | Zeit, dass sich was dreht                 |
| 27 | 7 juillet     | Sportfreunde Stiller                            | ’54, ’74, ’90, 2006                       |
| 28 | 14 juillet    | Sportfreunde Stiller                            | ’54, ’74, ’90, 2006                       |
| 29 | 21 juillet    | Herbert Grönemeyer feat. Amadou & Mariam        | Zeit, dass sich was dreht                 |
| 30 | 28 juillet    | Sportfreunde Stiller                            | ’54, ’74, ’90, 2006                       |
| 31 | 4 août        | Xavier Naidoo                                   | Danke                                     |
| 32 | 11 août       | Xavier Naidoo                                   | Danke                                     |
| 33 | 18 août       | Xavier Naidoo                                   | Danke                                     |
| 34 | 25 août       | Xavier Naidoo                                   | Danke                                     |
| 35 | 1er septembre | Xavier Naidoo                                   | Danke                                     |
| 36 | 8 septembre   | Tokio Hotel                                     | Der letzte Tag                            |
| 37 | 15 septembre  | Robbie Williams                                 | Rudebox                                   |
| 38 | 22 septembre  | Justin Timberlake                               | SexyBack                                  |
| 39 | 29 septembre  | Justin Timberlake                               | SexyBack                                  |
| 40 | 6 octobre     | Justin Timberlake                               | SexyBack                                  |
| 41 | 13 octobre    | Scissor Sisters                                 | I Don't Feel Like Dancin'                 |
| 42 | 20 octobre    | Silbermond                                      | Das Beste                                 |
| 43 | 27 octobre    | Silbermond                                      | Das Beste                                 |
| 44 | 3 novembre    | Silbermond                                      | Das Beste                                 |
| 45 | 10 novembre   | Silbermond                                      | Das Beste                                 |
| 46 | 17 novembre   | Silbermond                                      | Das Beste                                 |
| 47 | 24 novembre   | Silbermond                                      | Das Beste                                 |
| 48 | 1er décembre  | Take That                                       | Patience                                  |
| 49 | 8 décembre    | Silbermond                                      | Das Beste                                 |
| 50 | 15 décembre   | Monrose                                         | Shame                                     |
| 51 | 22 décembre   | Monrose                                         | Shame                                     |
| 52 | 29 décembre   | Nelly Furtado                                   | All Good Things (Come to an End)          |

## Classement des albums
| №  | Date          | Artiste                         | Titre                      |
| -- | ------------- | ------------------------------- | -------------------------- |
| 1  | 6 janvier     | Robbie Williams                 | Intensive Care             |
| 2  | 13 janvier    | Xavier Naidoo                   | Telegramm für X            |
| 3  | 20 janvier    | Xavier Naidoo                   | Telegramm für X            |
| 4  | 27 janvier    | Xavier Naidoo                   | Telegramm für X            |
| 5  | 3 février     | Xavier Naidoo                   | Telegramm für X            |
| 6  | 10 février    | James Blunt                     | Back to Bedlam             |
| 7  | 17 février    | Farin Urlaub Racing Team        | Livealbum of Death         |
| 8  | 24 février    | Deutschland sucht den SuperStar | Love Songs                 |
| 9  | 3 mars        | Deutschland sucht den SuperStar | Love Songs                 |
| 10 | 10 mars       | Deutschland sucht den SuperStar | Love Songs                 |
| 11 | 17 mars       | Rosenstolz                      | Das große Leben            |
| 12 | 24 mars       | Rosenstolz                      | Das große Leben            |
| 13 | 31 mars       | Rosenstolz                      | Das große Leben            |
| 14 | 7 avril       | Rosenstolz                      | Das große Leben            |
| 15 | 14 avril      | Pink                            | I'm Not Dead               |
| 16 | 21 avril      | Andrea Berg                     | Splitternackt              |
| 17 | 28 avril      | Tokio Hotel                     | Schrei                     |
| 18 | 5 mai         | Silbermond                      | Laut gedacht               |
| 19 | 12 mai        | Tobias Regner                   | Straight                   |
| 20 | 19 mai        | Red Hot Chili Peppers           | Stadium Arcadium           |
| 21 | 26 mai        | Red Hot Chili Peppers           | Stadium Arcadium           |
| 22 | 2 juin        | Red Hot Chili Peppers           | Stadium Arcadium           |
| 23 | 9 juin        | Red Hot Chili Peppers           | Stadium Arcadium           |
| 24 | 16 juin       | Red Hot Chili Peppers           | Stadium Arcadium           |
| 25 | 23 juin       | Nelly Furtado                   | Loose                      |
| 26 | 30 juin       | Nelly Furtado                   | Loose                      |
| 27 | 7 juillet     | Billy Talent                    | Billy Talent II            |
| 28 | 14 juillet    | LaFee                           | LaFee                      |
| 29 | 21 juillet    | Pink Floyd                      | Pulse [DVD]                |
| 30 | 28 juillet    | Semino Rossi                    | Ich denk an Dich           |
| 31 | 4 août        | Semino Rossi                    | Ich denk an Dich           |
| 32 | 11 août       | Semino Rossi                    | Ich denk an Dich           |
| 33 | 18 août       | Jan Delay                       | Mercedes Dance             |
| 34 | 25 août       | Christina Aguilera              | Back to Basics             |
| 35 | 1er septembre | Nelly Furtado                   | Loose                      |
| 36 | 8 septembre   | Iron Maiden                     | A Matter of Life and Death |
| 37 | 15 septembre  | Pur                             | Es ist wie es ist          |
| 38 | 22 septembre  | Rosenstolz                      | Das große Leben live       |
| 39 | 29 septembre  | Christina Stürmer               | Lebe lauter                |
| 40 | 6 octobre     | Christina Stürmer               | Lebe lauter                |
| 41 | 13 octobre    | Evanescence                     | The Open Door              |
| 42 | 20 octobre    | Die Ärzte                       | Bäst of                    |
| 43 | 27 octobre    | Juli                            | Ein neuer Tag              |
| 44 | 3 novembre    | Robbie Williams                 | Rudebox                    |
| 45 | 10 novembre   | Robbie Williams                 | Rudebox                    |
| 46 | 17 novembre   | Robbie Williams                 | Rudebox                    |
| 47 | 24 novembre   | Depeche Mode                    | The Best Of, Volume 1      |
| 48 | 1er décembre  | Rammstein                       | Völkerball                 |
| 49 | 8 décembre    | Rammstein                       | Völkerball                 |
| 50 | 15 décembre   | Rammstein                       | Völkerball                 |
| 51 | 22 décembre   | Monrose                         | Temptation                 |
| 52 | 29 décembre   | Monrose                         | Temptation                 |

## Hit-Parade de l'année
| Singles | Alben |
| --- | --- |
| 1. Bob Sinclar pres. Goleo VI feat. Gary "Nesta" Pine - Love Generation 2. Texas Lightning – No No Never 3. Shakira feat. Wyclef Jean – Hips Don’t Lie 4. Gnarls Barkley – Crazy 5. Sportfreunde Stiller – '54, '74, '90, 2006 6. Herbert Grönemeyer feat. Amadou & Mariam - Zeit, dass sich was dreht 7. Mattafix – Big City Life 8. Silbermond – Das Beste 9. Eros Ramazzotti & Anastacia – I Belong to You (Il ritmo della passione) 10. Xavier Naidoo – Dieser Weg 11. Madonna – Hung Up 12. Nelly Furtado – Maneater 13. Tobias Regner – I Still Burn 14. Rihanna – Unfaithful 15. Xavier Naidoo – Danke 16. Rosenstolz – Ich bin ich (wir sind wir) 17. Oliver Pocher (de) – Schwarz und weiß 18. Scissor Sisters – I Don’t Feel Like Dancin’ 19. Kelly Clarkson – Because of You 20. Karmah (de) – Just Be Good to Me 21. Justin Timberlake – SexyBack 22. Seeed – Ding 23. Pussycat Dolls feat. Snoop Dogg – Buttons 24. Mary J. Blige feat. U2 – One 25. Rihanna – SOS | 1. Rosenstolz – Das große Leben 2. Katie Melua – Piece by Piece 3. Xavier Naidoo – Telegramm für X 4. Red Hot Chili Peppers – Stadium Arcadium 5. James Blunt – Back to Bedlam 6. Tokio Hotel – Schrei 7. Silbermond – Laut gedacht 8. Robbie Williams – Intensive Care 9. Pink – I'm Not Dead 10. Kelly Clarkson – Breakaway 11. Nelly Furtado – Loose 12. Shakira – Oral Fixation Vol. 2 13. Madonna – Confessions on a Dance Floor 14. Andrea Berg – Splitternackt 15. LaFee – LaFee 16. Pussycat Dolls – PCD 17. Pur – Es ist wie es ist 18. Mario Barth – Männer sind Schweine, Frauen aber auch! 19. US5 (de) – Here We Go 20. Billy Talent – Billy Talent II |